# Conjunt d'habitatges a l'avinguda Artesa
El Conjunt d'habitatges a l'avinguda Artesa és una obra noucentista de Lleida (Segrià) inclosa a l'Inventari del Patrimoni Arquitectònic de Catalunya.

## Descripció
La Bordeta es va projectar com una àrea residencial en la perifèria de Lleida. Aquests tres edificis, tots tres idèntics, responen a l'etapa inicial de desenvolupament del barri. Es tracta d'un model d'habitatge senzill, de planta baixa, la façana del qual s'articula a partir de la porta d'accés, flanquejada per sengles finestres. Cadascun d'aquests elements està embellit. Així, la porta té la llinda i els brancals motllurats, i un guardapols remarcable, que aparenta sostenir-se sobre un parell de mènsules motllurades. Sobre el guardapols, hi ha una diadema. Les finestres que l'acompanyen repeteixen el programa als brancals, la llinda i al guardapols, i s'hi afegeix un ampit, també fet de pedra. La cornisa se sosté sobre mènsules decorades i s'hi intercalen respiralls, decorats amb motius vegetals, per a la ventilació de la coberta. Sobre l'eix de la porta, al damunt de la cornisa, s'hi aixeca un plafó entre pilastres que sostenen un arc mixtilini i es coronen amb boles de pedra. El parament és arrebossat i, als extrems de cadascun dels habitatges, apareix un encoixinat fet de ciment, disposat verticalment, que es corona sobre la cornisa amb hídries. Dels tres habitatges només el central conté tots els elements que s'ha descrit, com a resultat d'una restauració recent. Els altres dos es troben en un estat de conservació regular i han perdut alguns dels elements decoratius.